# Pseudosaproecius portentosus
Pseudosaproecius portentosus là một loài bọ cánh cứng trong họ Bọ hung (Scarabaeidae).